# باشگاه فوتبال ولونتر
باشگاه فوتبال ولونتر (انگلیسی: FC Voluntari) یک باشگاه فوتبال مستقر در ولونتر، رومانی است که در حال حاضر در لیگ دسته اول فوتبال رومانی،  بالاترین سطح لیگ فوتبال در این کشور به فعالیت می‌پردازد. 